# Astragalus albens
Astragalus albens är en ärtväxtart som beskrevs av Edward Lee Greene. Astragalus albens ingår i släktet vedlar, och familjen ärtväxter. Inga underarter finns listade i Catalogue of Life.

## Bildgalleri

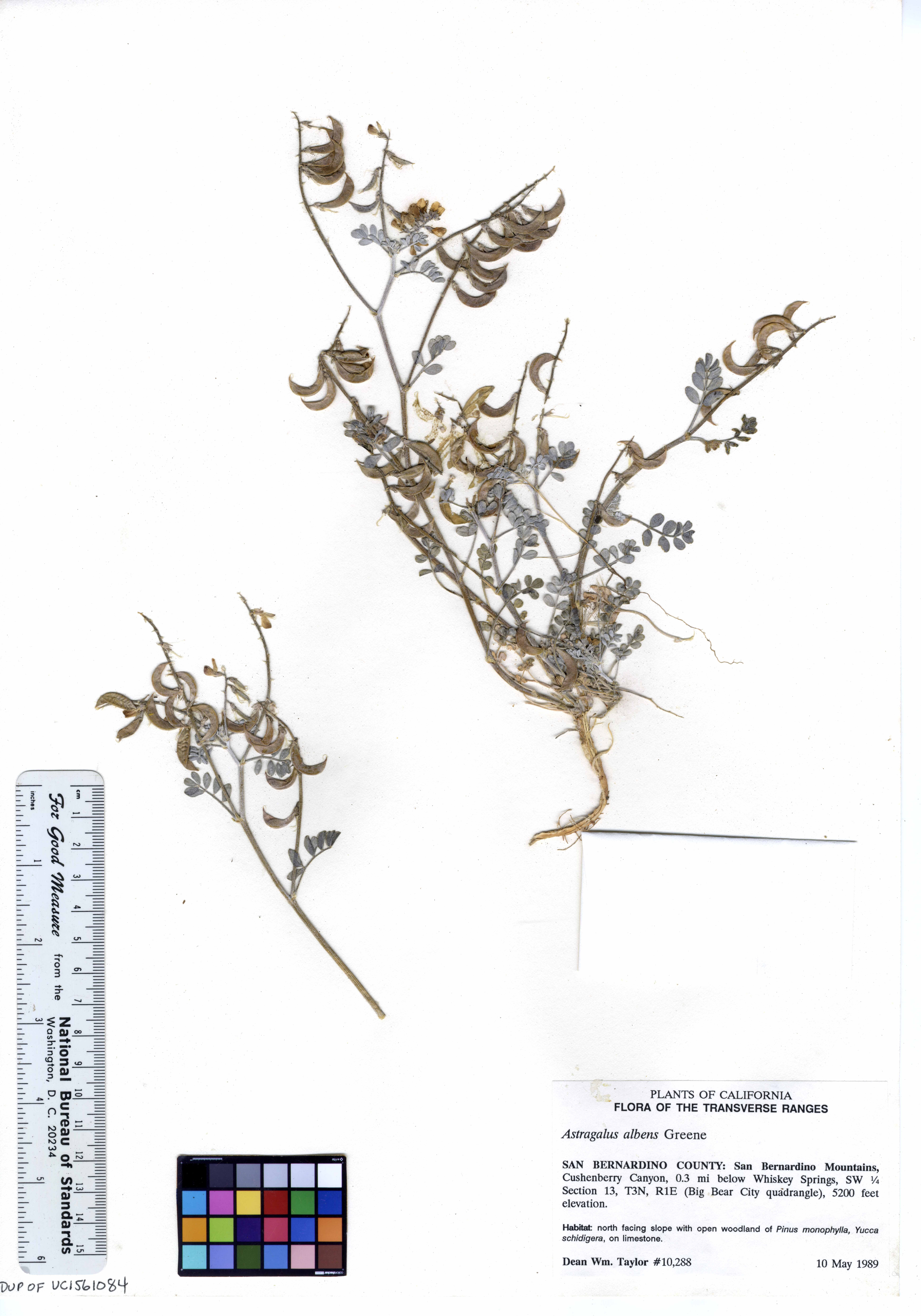